# Bayonne (Frankrijk)
Bayonne (Baskisch: Baiona, Spaans: Bayona) is een stad en gemeente in het Franse departement Pyrénées-Atlantiques (regio Nouvelle-Aquitaine) en telde op 1 januari 2022 53.312 inwoners, die Bayonnais worden genoemd. De plaats maakt deel uit van het arrondissement Bayonne en ligt in de Baskische provincie Labourd. Tevens wordt Bayonne gezien als de officieuze hoofdstad van Frans Baskenland. De stad ligt dicht bij de Spaanse grens en niet ver van de stad San Sebastián.

## Geschiedenis
Bayonne bestond al als Gallo-Romeinse nederzetting onder de naam Lapurdum en was de hoofdstad van de provincie Novempopulania. In de Middeleeuwen zetelde de burggraaf van Labourd in Bayonne. Die was een vazal van de hertog van Gascogne en later van de hertog van Guyenne. Vanaf 1154 viel de stad gedurende drie eeuwen onder Engelse heerschappij, tot ze in 1451 door Jan van Orléans werd ingenomen voor de Franse koning Karel VII. Onder koning Frans I werd de stad versterkt maar het was vanaf 1680 dat de stad werd uitgebouwd tot een vestingstad tegen Spanje. Sébastien Le Prestre de Vauban keek persoonlijk toe op de versterking van Bayonne. Hij liet het Château Vieux aanpassen en de stadsmuur versterken. Op de rechteroever van de Adour liet hij het Château Neuf bouwen en hij liet in Navarrenx en Saint-Jean-Pied-de-Port ook citadellen bouwen. In de zeventiende eeuw was Bayonne een belangrijk centrum voor de fabricage van wapens (het woord bajonet is afgeleid van de naam van de stad).
Eind 19e, begin 20e eeuw was Bayonne het vertrekpunt voor met name honderdduizenden Basken die naar Amerika emigreerden.

## Geografie
De oppervlakte van Bayonne bedroeg op 1 januari 2022 21,68 vierkante kilometer; de bevolkingsdichtheid was toen 2.459 inwoners per km².
De rivieren Adour en Nive vloeien samen in de stad.
De onderstaande kaart toont de ligging van Bayonne met de belangrijkste infrastructuur en aangrenzende gemeenten.

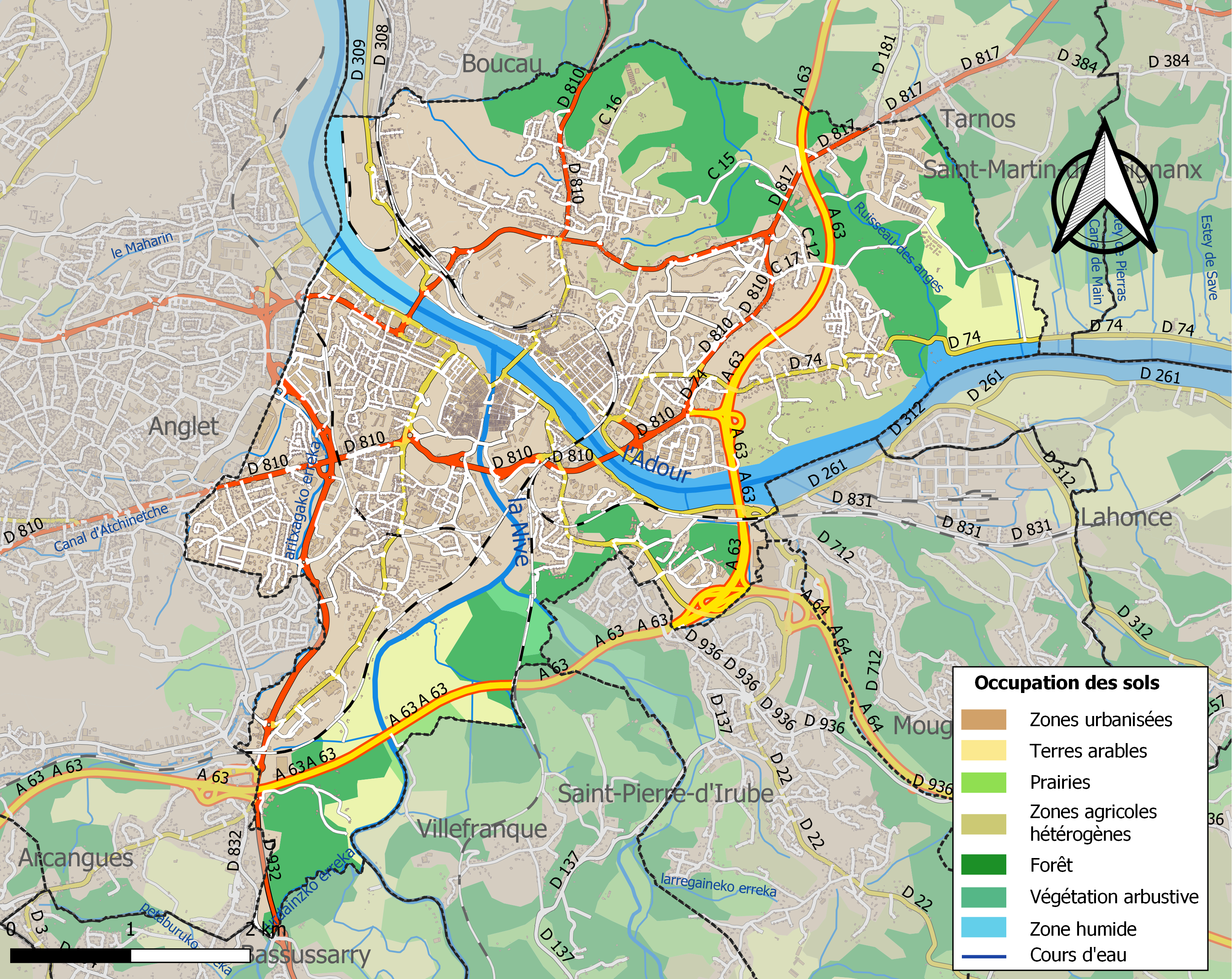

## Vervoer en verkeer
In de gemeente ligt spoorwegstation Bayonne.
De autosnelwegen A63 en A64 kruisen bij Bayonne.

### Haven
De haven van Bayonne strekt zich uit over ongeveer 6 km, tussen de monding van de Adour en de stad zelf. De haven dankt haar ontwikkeling in belangrijke mate aan de trafiek van aardgas. In 1984 was Bayonne de tiende belangrijkste haven van Frankrijk. Rond de haven, tussen Bayonne en Boucau heeft zich industrie gevestigd.

## Demografie
Onderstaande figuur toont het verloop van het inwonertal (bron: INSEE-tellingen).

## Cultuur

### Stadsbeeld
De historische stad bestaat uit drie stadsdelen. Grand Bayonne en Petit Bayonne bevinden zich aan weerszijden van de Nive en vormden samen een versterkte stad. Tot in 1907 was het door dit statuut van versterkte stad verboden buiten deze stadsmuren te bouwen. Dit heeft ertoe geleid dat de huizen in de binnenstad dicht op elkaar en in de hoogte zijn gebouwd. De wijk Saint-Esprit, het derde stadsdeel, bevindt zich aan de overzijde van de Adour zoals ook de citadel van Vauban.

#### Grand Bayonne
Grand Bayonne was traditioneel het rijkere deel van de stad en hier staan de hallen, het 19e-eeuwse stadhuis en de kathedraal Sint-Marie met haar klooster. Dit is de titelkerk van het bisdom Bayonne, die werd gebouwd tussen de 13e en de 16e eeuw. Haar torenspitsen en muurschilderingen binnenin dateren uit de 19e eeuw.

#### Petit Bayonne
In dit stadsdeel op de oostelijke oever van de Nive bevinden zich het Musée Basque en de pelotabaan van Saint-André, de oudste van Frankrijk.

#### Saint-Esprit
De wijk Saint-Esprit is een populaire voorstad van Bayonne. De wijk die in de 12e eeuw ontstond herbergt vrijwel alle immigranten van Bayonne. Het was destijds een stopplaats voor de pelgrims naar Compostella en het was de Orde van de Heilige Geest van Montpellier die er een nederzetting stichtte. Tot 1857 was Saint-Esprit een onafhankelijke gemeente. Reeds in de 16e eeuw was Saint-Esprit het toevluchtsoord voor de Portugese joden die hun land ontvluchtten in 1496. Aanvankelijk verzwegen ze hun joodse geloofsovertuiging omdat er in het toenmalige Frankrijk een anti-Joods klimaat heerste. De gemeenschap ontwikkelde zich tot een welvarende samenleving. Het was de joodse familie Dacosta die er een chocoladehandel uitbouwde. Nu nog staat de stad Bayonne synoniem voor kwaliteitsvolle chocolade. De synagoge van Bayonne en het Israëlisch kerkhof getuigen nog van de joodse samenleving.

### Musea
- Musée Bonnat-Helleu, kunstmuseum
- Musée Basque et de l'histoire de Bayonne, streekmuseum
- Muséum d'histoire naturelle, museum in het natuurgebied Plaine d’Ansot
- Musée du judaïsme bayonnais Suzanne et Marcel Suarès, museum over de Joodse gemeenschap van Bayonne

### Baskisch
In Bayonne zijn verschillende instellingen ter promotie van de Baskische taal gevestigd. Dit zijn het Office public de la langue basque (OPLB) en het Institut culturel basque. Ook Euskaltzaindia, de Academie van de Baskische taal, met hoofdzetel in Bilbao heeft een zetel in Bayonne.

### Sport
In 1757 werden de traditionele stierenrennen in de stad verboden en werd er een eerste arena voor stierenvechten gebouwd. De huidige arena is gebouwd in 1893 in een neo-moorse stijl en biedt plaats aan 10.000 toeschouwers.
De plaatselijke rugbyclub Aviron Bayonnais speelt in het Jean-Daugerstadion.
Bayonne was 33 keer etappeplaats in de wielerwedstrijd Tour de France. Bayonne fungeerde daarbij 30 keer als aankomstplaats en 31 keer als startplaats. Na de ritzege van Nederlander Leo Duyndam in 1972 kwam er een einde aan het zeer frequent bezoeken van Bayonne. Daarna wonnen alleen in 2003 de Amerikaan Tyler Hamilton en in 2023 de Belg Jasper Philipsen er nog een etappe.

## Bekende inwoners van Bayonne

### Geboren
- Alfons van Chester (1273–1284), erfopvolger van de Engelse troon
- Jean Duvergier de Hauranne (1581–1643), theoloog
- Marguerite Brunet (1730-1820), actrice en theaterdirecteur
- Jacques Laffitte (1767-1844), bankier en politicus
- Frédéric Bastiat (1801-1850), econoom en klassiek-liberaal filosoof
- Charles Lavigerie (1825-1892), bisschop
- Léon Bonnat (1833–1922), kunstschilder
- René Cassin (1887–1976), jurist en diplomaat en Nobelprijswinnaar (1968)
- André Perchicot (1888-1950), wielrenner en zanger
- Pierre Richard-Willm (1895-1983), acteur
- Roger Lapébie (1911-1996), wielrenner
- Paul Maye (1913–1987), wielrenner
- Michel Camdessus (1933), econoom
- Michel Portal (1937), muzikant
- Henri de Castries (1954), zakenman
- Sylvain Luc (1965-2024), jazzgitarist
- Didier Deschamps (1968), voetballer
- Thierry Elissalde (1969), beroepswielrenner
- Joe Duplantier (1976), muzikant (Gojira, metalband)
- Michaël Lorenzo-Vera (1985), golfer
- Julie Greciet (1986), golfprofessional
- Fabrice Martin (1986), tennisspeler
- Stéphane Ruffier (1986), voetballer
- Romain Sicard (1988), wielrenner
- Jessika Ponchet (1996), tennisspeelster
- Mario Duplantier (1981), muzikant (Gojira, metalband)
- Christian Andreu (1976), muzikant (Gojira, metalband)

### Overleden
- Charles-Denis Bourbaki (1816-1897), generaal
- Josse de Haan (1941-2020), Nederlands schrijver en dichter

## Afbeeldingen

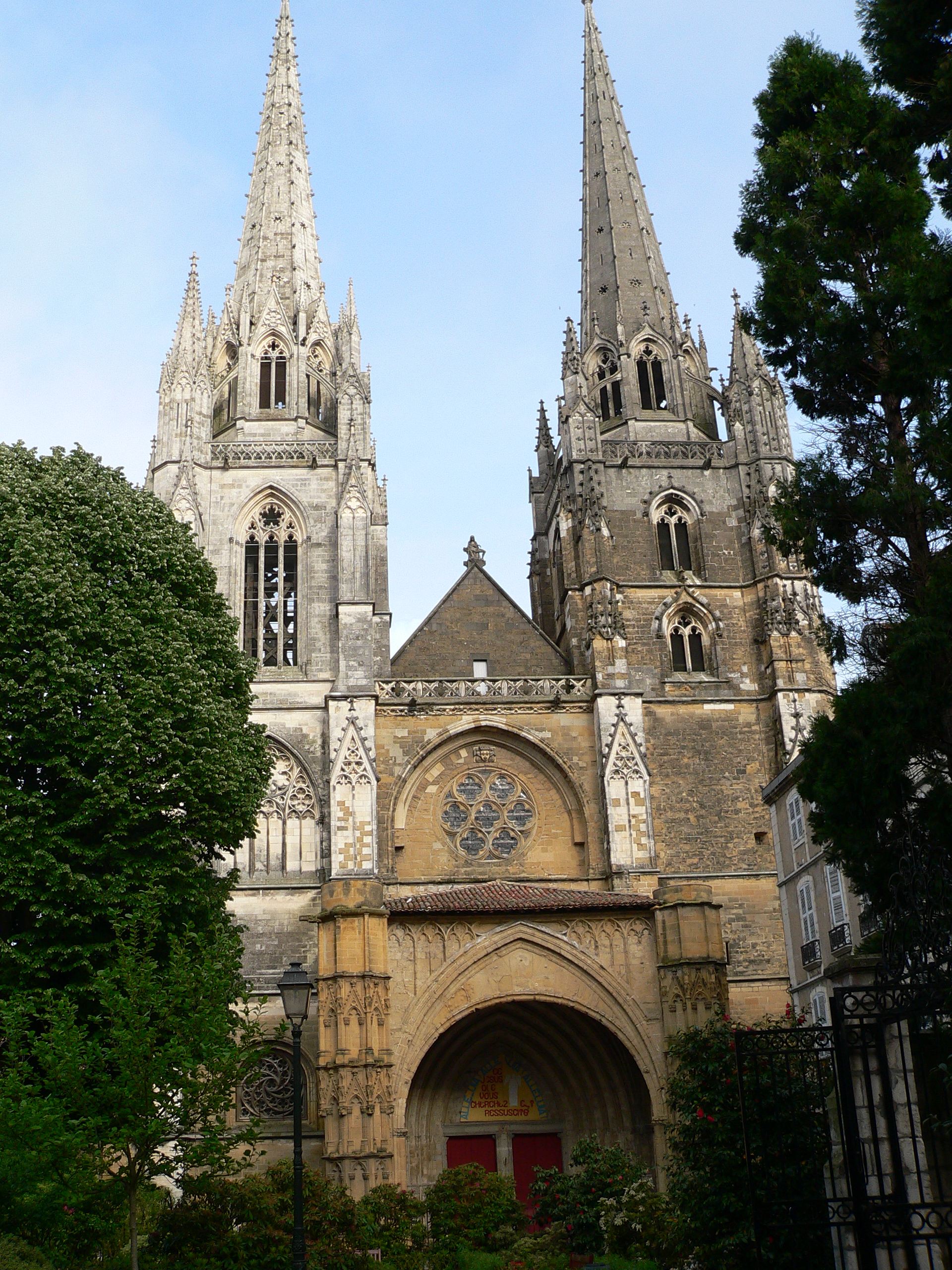
Kathedraal
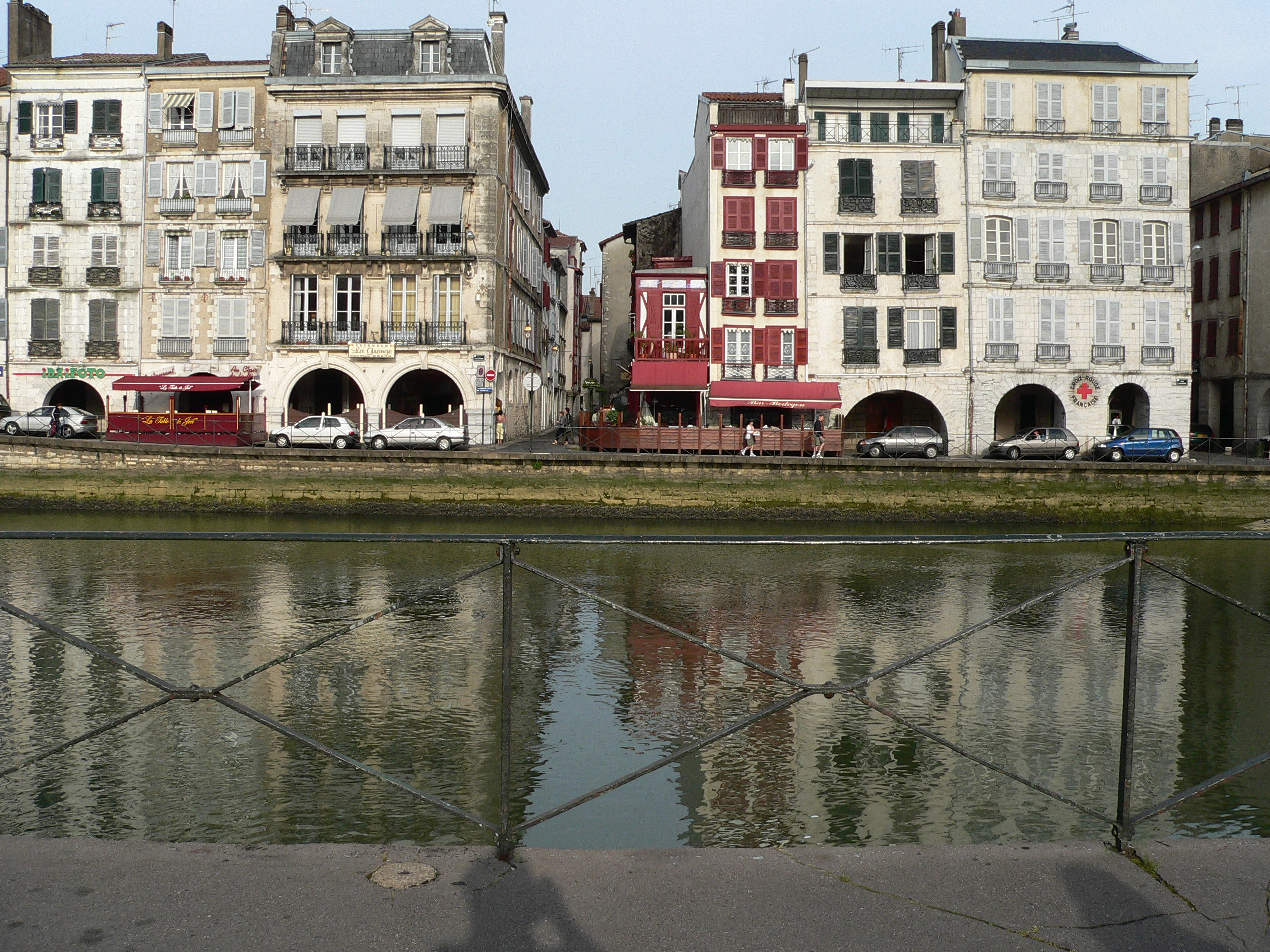
Oever van de Adour
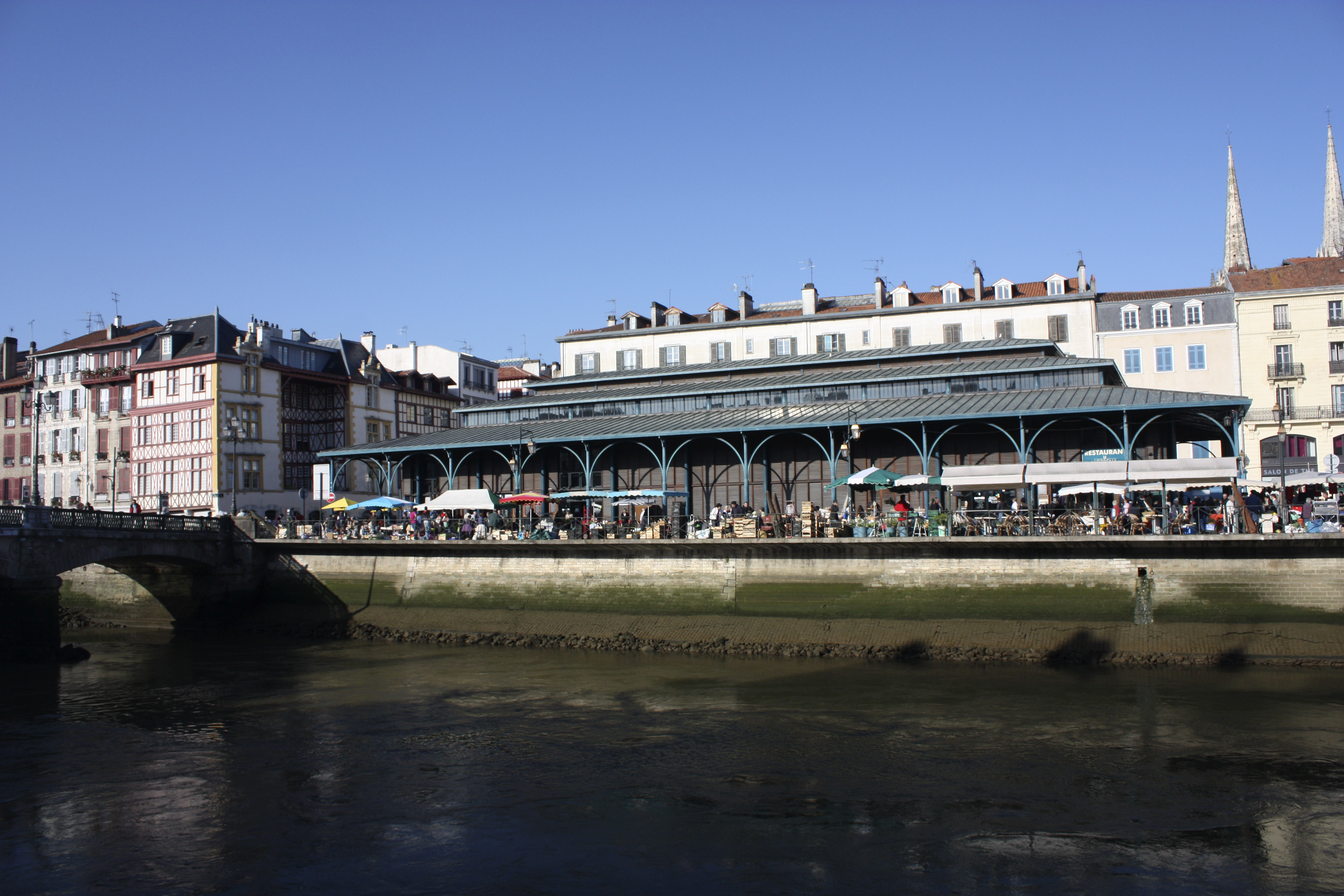
Hallen
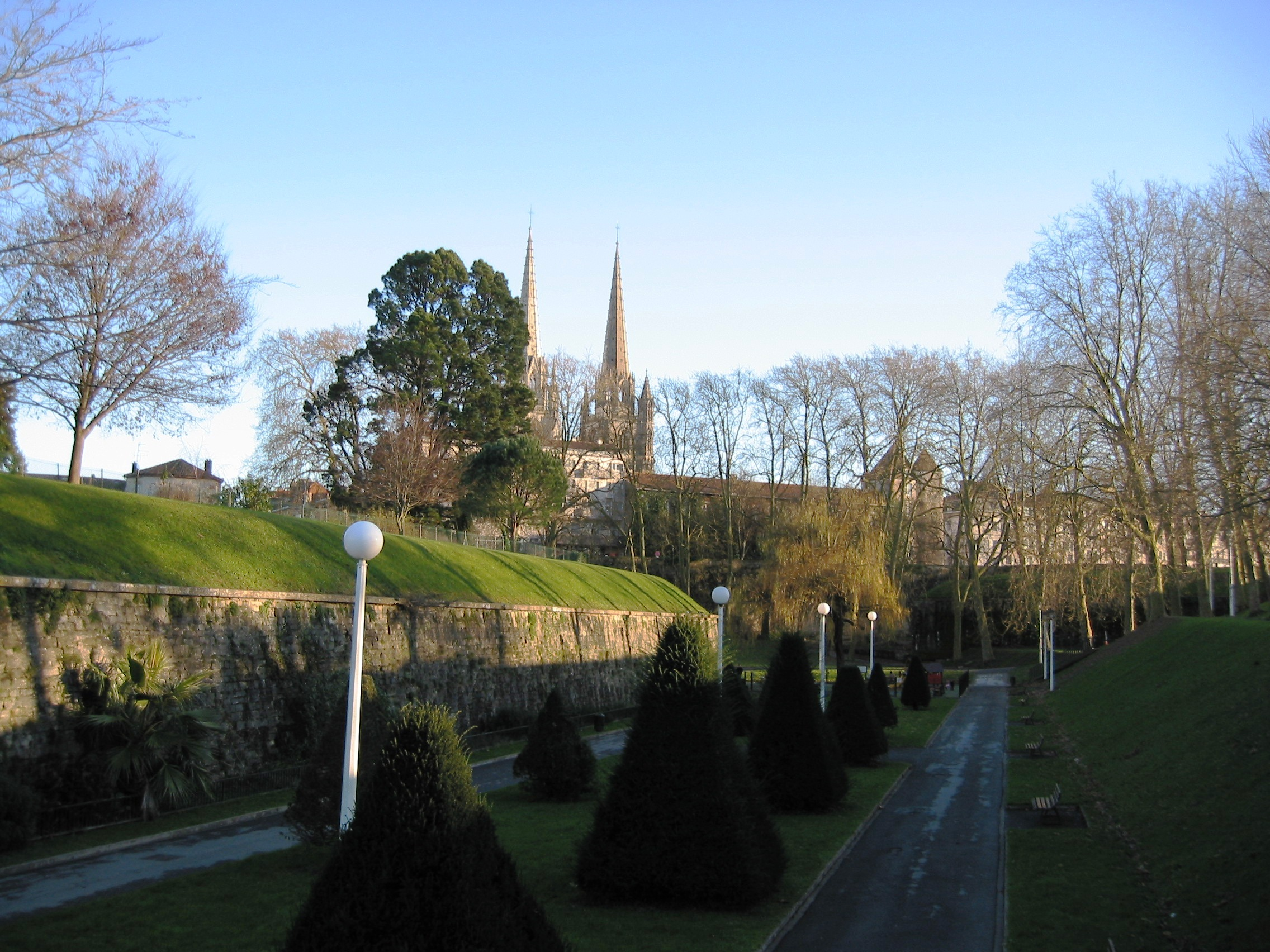
Remparts (Stadswallen)
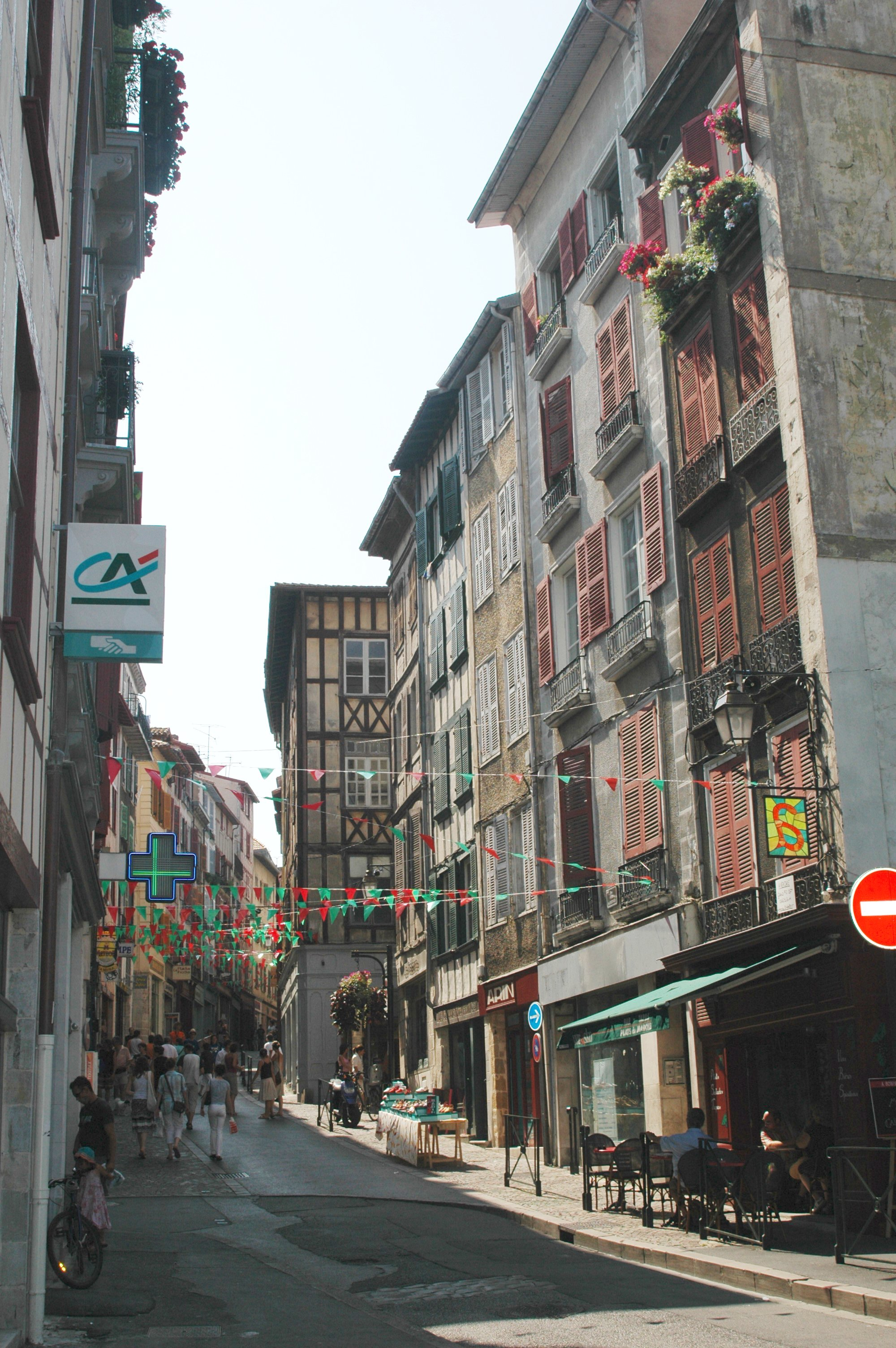
Rue Poissonnerie